# Công thức bậc hai

Một phương trình bậc hai với các nghiệm x = 1 và x = 4.

Trong đại số sơ cấp, công thức bậc hai là một công thức cung cấp (các) đáp số cho một phương trình bậc hai. Có nhiều cách khác để giải phương trình bậc hai thay vì dùng công thức bậc hai, chẳng hạn như phân tích thành nhân tử (phân tích trực tiếp, nhóm hạng tử, phương pháp AC), phần bù bình phương, vẽ đồ thị và vân vân.
Cho một phương trình bậc hai tổng quát có dạng
{\displaystyle ax^{2}+bx+c=0}
với {\displaystyle x} đại diện cho một ẩn số, {\displaystyle a}, {\displaystyle b} và {\displaystyle c} đại diện cho các hằng số với {\displaystyle a\neq 0}, công thức bậc hai là:
{\displaystyle x={\frac {-b\pm {\sqrt {b^{2}-4ac}}}{2a}}\ \ }
với dấu cộng-trừ "±" chỉ ra rằng phương trình bậc hai có hai nghiệm. Khi viết riêng ra, chúng trở thành:
{\displaystyle x_{1}={\frac {-b+{\sqrt {b^{2}-4ac}}}{2a}}\quad {\text{and}}\quad x_{2}={\frac {-b-{\sqrt {b^{2}-4ac}}}{2a}}}
Mỗi nghiệm cũng được gọi là một gốc (hoặc không điểm) của phương trình bậc hai. Về mặt hình học, các gốc này biểu diễn các giá trị {\displaystyle x} mà tại bất kì parabol nào, được cho một cách rõ ràng dưới dạng {\displaystyle y=ax^{2}+bx+c}, cắt trục {\displaystyle x} hay trục hoành.
Cũng như là một công thức sinh ra các không điểm của bất kì parabol nào, công thức bậc hai cũng có thể được sử dụng để nhận biết trục đối xứng của parabol, và số không điểm thực mà phương trình bậc hai chứa đựng.